# 瓦会村
瓦会村（かわらえむら）は茨城県新治郡にかつて存在した村である。

## 地理
- 現在の石岡市の北西部、旧八郷町の北部に位置する。
- 八溝山地の筑波山塊に位置し、村域のほとんどは山がちな地形である。

## 歴史
村名は瓦谷村の瓦と宇治会村の会を組み合わせて瓦会村となった。

### 村域の変遷
- 1889年（明治22年）4月1日 - 町村制施行により、小塙村・宇治会村・瓦谷村・野田村・佐久村・部原村が合併し発足。
- 1955年（昭和30年）1月1日 - 柿岡町・小幡村・葦穂村・恋瀬村・園部村・林村・小桜村と合併し八郷町が発足。同日瓦会村廃止。

変遷表
| 1868年 以前 | 1868年 以前 | 明治22年 4月1日 | 昭和30年 1月1日 | 平成17年 10月1日 | 現在   |
| ----------- | ----------- | --------------- | --------------- | ---------------- | ------ |
|             | 小塙村      | 瓦会村          | 八郷町          | 石岡市           | 石岡市 |
|             | 宇治会村    | 瓦会村          | 八郷町          | 石岡市           | 石岡市 |
|             | 瓦谷村      | 瓦会村          | 八郷町          | 石岡市           | 石岡市 |
|             | 野田村      | 瓦会村          | 八郷町          | 石岡市           | 石岡市 |
|             | 佐久村      | 瓦会村          | 八郷町          | 石岡市           | 石岡市 |
|             | 部原村      | 瓦会村          | 八郷町          | 石岡市           | 石岡市 |

## 大字
- 小塙（こばな）
- 宇治会（うじえ）
- 瓦谷（かわらや）
- 野田（のだ）
- 佐久（さく）
- 部原（へばら）

## 人口・世帯

### 人口
総数 [単位： 人]
| 1891年（明治24年） | 1,991 |
| 1920年（大正 9年） | 2,473 |
| 1935年（昭和10年） | 2,498 |
| 1950年（昭和25年） | 3,339 |

### 世帯
総数 [単位： 世帯]
| 1920年（大正 9年） | 515 |
| 1935年（昭和10年） | 489 |
| 1950年（昭和25年） | 590 |